# 武田正憲
武田 正憲（たけだ まさのり、1890年4月25日 - 1962年3月3日）は、日本の俳優である。本名同じ。

## 来歴・人物
1890年（明治23年）4月25日、東京府東京市芝区（現在の東京都港区芝）に、和歌山県出身の海軍中尉だった武田武守の息子として生まれる。
1979年（昭和54年）10月23日に発行された『日本映画俳優全集 男優編』（キネマ旬報社）によれば、暁星中学校を経て早稲田大学専門部英文科に入学し、1909年（明治42年）5月、坪内逍遥らの文芸協会演劇研究所に1期生として入る。『讀賣新聞』によれば、1914年（大正3年）に早稲田大学英文科を卒業し、文芸協会演劇研究所に加入したという旨が記されている。同期生には佐々木積、松井須磨子、三田千栄子、森英治郎らがいた。同年夏には、上山草人・山川浦路夫妻の家に同居している。1911年（明治44年）4月に研究所を卒業し、同年5月の『ハムレット』を卒業公演として文芸協会に加入。1913年（大正2年）5月、2代目市川猿之助らと吾声会を創立し、イプセン作の『鴨』を有楽座で上演する。1914年（大正3年）2月には文芸協会を脱退した島村抱月、松井須磨子の芸術座に加わるが、松井と対立して同時に加入した勝見庸太郎と共に退団し、同年3月に勝見、13代目守田勘弥らと黒猫座を創立し、シュニッツラー原作『恋愛三昧』を上演した。
1915年（大正4年）9月、川村花菱と共に神田で新日本劇を旗揚げし、佐藤紅緑を顧問に迎える。新日本劇は新派と新劇の中間をねらって結成され、新しい大衆演劇を目指そうとしたが失敗し、後に自ら一座を組織してドサ回りに出る。同一座には、三笠萬里子（後の佐藤紅緑夫人）、椿東杉江（後の久松喜世子）、村田実、青山杉作、小沢得二、柳永二郎らも加わったが、1916年（大正5年）6月に解散。1917年（大正6年）9月、浅草常盤座へ新派にまじって出演したのをきっかけに新日本劇を再建し、翌1918年（大正7年）には新日本劇を主宰しながら原信子を招いて原信子歌劇団を結成させ、観音劇場を拠点に活動する。1919年（大正8年）、松竹新派に招かれて新劇を離れ、同年2月に明治座で井上正夫らと一座を組織したのを始め、1921年（大正10年）には花柳章太郎、柳永二郎、伊志井寛らと新劇座を結成する。しかし、1925年（大正14年）に同劇団が解散して以降、武田は東京や大阪の大劇場から姿を消した。この間、吉沢商店や日活向島撮影所などの映画作品にも出演していたというが、詳細は不明である。
戦後、山村聰監督映画『蟹工船』や、阿部豊監督映画『日本敗れず』などの映画に出演し、また1955年（昭和30年）に伊藤大輔監督映画『明治一代女』で退役の老将軍役に起用されてからは、伊藤監督に請われて『下郎の首』『女と海賊』などに出演した。以後、東映時代劇などに時折り出演していたが、1962年（昭和37年）3月3日午後11時5分、老衰のため、東京都文京区大塚の日通病院で死去した。満71歳没。著書に『諸国女ばなし』がある。

## 出演作品

### 映画
- 蟹工船（1953年、現代ぷろ） - 周旋屋
- 黒い潮（1954年、日活） - 小使佐野
- 風立ちぬ（1954年、東宝） - 小使利右衛門
- 日本敗れず（1954年、新東宝） - 梅沢参謀総長
- 明治一代女（1955年、新東宝） - 退役将軍
- 狼（1955年、近代映画協会） - 勧誘員
- 下郎の首（1955年、新東宝） - 小屋番弥陀七
- 美女決闘（1955年、新東宝） - 徳川家康
- 柔道流転（1955年、新東宝） - 和田権三郎
- 沙羅の花の峠（1955年、日活） - 井上医師
- 元禄美少年録（1955年、松竹） - 吉田忠左ヱ門
- 伝七捕物帳 花嫁小判（1956年、松竹） - 山野屋治右衛門
- 真昼の暗黒（1956年、現代ぷろ） - 清水磯吉
- 女優（1956年、近代映画協会） - 老記者竜田
- 海の野郎ども（1957年、日活） - 土産物商A
- 怒りの孤島（1958年、日映） - 藤作
- 天皇・皇后と日清戦争（1958年、新東宝） - 閔泳駿
- 大東亜戦争と国際裁判（1959年、新東宝） - 鈴木総理
- 第五福竜丸（1959年、近代映画協会） - 協立病院長
- 女と海賊（1959年、大映） - 伊留満兵衛
- 大菩薩峠 完結篇（1959年、東映） - 慢心和尚
- からたち日記（1959年、歌舞伎座）
- ジャン有馬の襲撃（1959年、大映） - パウロ・王
- 水戸黄門 天下の副将軍（1959年、東映） - 空念和尚
- いれずみ判官シリーズ（東映）
  - 江戸っ子判官とふり袖小僧（1959年） - 府中の仙太
  - 御存じいれずみ判官（1960年） - 観明和尚
- 血斗水滸伝 怒涛の対決（1959年、東映） - 又左衛門
- 天と地を駆ける男（1959年、日活） - 浄海和尚
- 喧嘩太郎（1960年、日活） - 予算委員長
- 筑豊のこどもたち（1960年、東宝） - 代議士柳原

### テレビドラマ
- ミュージカルショウ  / それでも星は生れる（1957年、NHK） - リエの父・与七
- ウロコ座 第66回「姫重態」（1957年、KR）
- 灯、今も消えず 勝海舟（1958年、NTV） - 男谷燕斎
- 東芝日曜劇場 第101回「写楽の大首」（1958年、KR）
- 夫婦百景 第67回「拍子木夫婦」（1959年、NTV）
- ここに人あり 第113回「付箋のかげに」（1959年、NHK）
- サンヨーテレビ劇場  / 笑い（1959年、KR）
- 東レサンデーステージ 第7回「最後の大本営発表」（1960年、NTV）